# Yeltsin Tejeda
Yeltsin Ignacio Tejeda Valverde (* 17. März 1992 in Puerto Limón) ist ein Fußballspieler aus Costa Rica. Er spielt für CS Herediano und die costa-ricanische Fußballnationalmannschaft. Benannt ist er nach dem ersten russischen Präsidenten, Boris Jelzin.

## Vereinskarriere
Tejeda begann beim Club CD Saprissa im Jahre 2011. Am 22. August 2014 wechselte er nach Frankreich zum FC Évian Thonon Gaillard, bei dem er einen Vierjahresvertrag unterschrieb. Auf die Saison 2016/17 hin wechselte er zum FC Lausanne-Sport in die Schweizer Super League.
Nach über zwei Jahren in der Schweiz wechselte er im Januar 2019 zurück in die Heimat zu CS Herediano.

## Nationalmannschaft
Tejeda wurde 2009 in Costa Ricas Team für die U-17-Meisterschaften der CONCACAF aufgenommen. Im Jahre 2011 nahm er an den U-20-Meisterschaften der CONCACAF teil. Am 1. Dezember 2011 debütierte er in der costa-ricanischen A-Nationalmannschaft. Er nahm an den erfolgreichen Qualifikationsspielen für die Fußball-Weltmeisterschaft 2014 teil und fuhr mit der Mannschaft zum Turnier nach Brasilien.